# Adelaide de Eschaumburgo-Lipa
Frederica Adelaide Maria Luísa Hilda Eugénia em Eschaumburgo-Lipa (em alemão:  Friederike Adelheid Marie Luise Hilda Eugenie zu Schaumburg-Lippe; Castelo de Ratibořice, 22 de setembro de 1875 — Ballenstedt, 27 de janeiro de 1971) foi uma filha do príncipe Guilherme de Eschaumburgo-Lipa e consorte do último duque reinante de Saxe-Altemburgo, Ernesto II.

## Primeiros anos
Adelaide nasceu no Castelo de Ratiboritz, no Reino da Boémia. Era a sétima filha do príncipe Guilherme de Eschaumburgo-Lipa, filho do príncipe Jorge Guilherme de Eschaumburgo-Lipa e da princesa Ida de Waldeck e Pyrmont, e da sua esposa, a princesa Batilde de Anhalt Dessau, filha do príncipe Frederico Augusto de Anhalt-Dessau e da condessa Maria Luísa de Hesse-Cassel. Em 1891, a sua irmã mais velha, Carlota, tornou-se rainha-consorte do rei Guilherme II de Württemberg.

## Casamento e descendência
Adelaide casou-se a 17 de fevereiro de 1898 em Buckeburgo com o príncipe Ernesto II de Saxe-Altemburgo, filho do príncipe Maurício de Saxe-Altemburgo e da sua esposa, a princesa Augusta de Saxe-Meiningen. O casamento acabou em divórcio no dia 17 de janeiro de 1920.
Juntos, tiveram quatro filhos:
1. Carlota de Saxe-Altemburgo (4 de março de 1899 – 16 de fevereiro de 1989), casada com o príncipe Segismundo da Prússia; com descendência.
2. Jorge Maurício de Saxe-Altemburgo (13 de maio de 1900 – 13 de fevereiro de 1991), nunca se casou nem deixou descendência.
3. Isabel de Saxe-Altemburgo (6 de abril de 1903 – 30 de janeiro de 1991), nunca se casou nem deixou descendência.
4. Frederico Ernesto de Saxe-Altemburgo (15 de maio de 1905 – 23 de fevereiro de 1985), nunca se casou nem deixou descendência.

## Genealogia
| Adelaide de Eschaumburgo-Lipa | Pai: Guilherme de Eschaumburgo-Lipa (1834-1906) | Avô paterno: Jorge Guilherme, Príncipe de Eschaumburgo-Lipa | Bisavô paterno: Filipe II, Conde de Eschaumburgo-Lipa         |
| Adelaide de Eschaumburgo-Lipa | Pai: Guilherme de Eschaumburgo-Lipa (1834-1906) | Avô paterno: Jorge Guilherme, Príncipe de Eschaumburgo-Lipa | Bisavó paterna: Juliana de Hesse-Philippsthal                 |
| Adelaide de Eschaumburgo-Lipa | Pai: Guilherme de Eschaumburgo-Lipa (1834-1906) | Avó paterna: Ida de Waldeck e Pyrmont                       | Bisavô paterno: Jorge I, Príncipe de Waldeck e Pyrmont        |
| Adelaide de Eschaumburgo-Lipa | Pai: Guilherme de Eschaumburgo-Lipa (1834-1906) | Avó paterna: Ida de Waldeck e Pyrmont                       | Bisavó paterna: Augusta de Schwarzburg-Sondershausen          |
| Adelaide de Eschaumburgo-Lipa | Mãe: Batilde de Anhalt-Dessau                   | Avô materno: Frederico Augusto de Anhalt-Dessau             | Bisavô materno: Frederico, Príncipe-Herdeiro de Anhalt-Dessau |
| Adelaide de Eschaumburgo-Lipa | Mãe: Batilde de Anhalt-Dessau                   | Avô materno: Frederico Augusto de Anhalt-Dessau             | Bisavó materna: Amália de Hesse-Homburgo                      |
| Adelaide de Eschaumburgo-Lipa | Mãe: Batilde de Anhalt-Dessau                   | Avó materna: Maria Luísa de Hesse-Cassel                    | Bisavô materno: Guilherme de Hesse-Cassel                     |
| Adelaide de Eschaumburgo-Lipa | Mãe: Batilde de Anhalt-Dessau                   | Avó materna: Maria Luísa de Hesse-Cassel                    | Bisavó materna: Luísa Carlota da Dinamarca                    |